# دهستان ویس
دهستان ویس، یکی از دهستان‌های بخش ویس شهرستان باوی در استان خوزستان ایران است. مرکز این دهستان، روستای ام‌البلابیل است.

## جمعیت
بر پایه سرشماری عمومی نفوس و مسکن در سال ۱۳۹۵، جمعیت دهستان ویس برابر با ۲٬۳۱۸ نفر بوده است.